# Турунчук
Турунчу́к або Нови́й Дністе́р — річка в Молдові (Придністров'я) і в Україні, рукав Дністра. Ширина 30 м при звичайній глибині — до 6 м, а в западинах — до 9 м.

## Географія

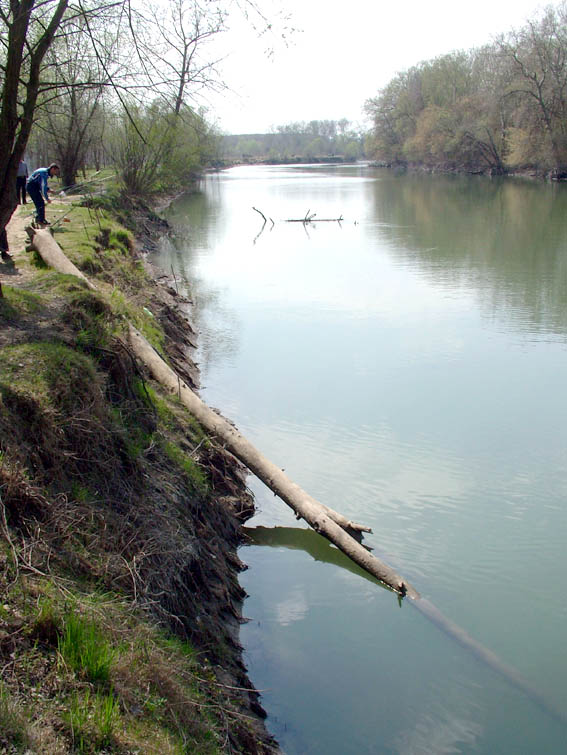
Турунчук

Рукав Турунчук утворився в 1780–1785 році. Відгалужується від судноплавного русла Дністра поблизу придністровського села Чобручі на 146-му кілометрі від гирла. Кам'яна гряда утворює при вході в рукав поріг, шум води якого чути за 300–500 м.
Далі протікає поблизу сіл Глинне, Незавертайлівка, і знову впадає в Дністер на 20-му кілометрі від гирла в районі міста Біляївка.
Завдяки піщаної гриві, яка була намита водою, Турунчук відокремився від озера Біле і впадає безпосередньо в Дністер. Турунчук забирає близько 60% води Дністра.
Велика частина берегів стрімчаста і глиниста, вони покриті вербовими лісами, заростями верболозу і бур'янистим різнотрав'ям. На берегах Дністра, Турунчука і на розташованому між ними острові Турунчук є ціла система озер (найбільші з них: Кучурганське водосховище, озера Біле, Путрине та Тудорове). Озера басейну Дністра разом із залишками древньої стариці займають площу 39,4 км², при загальному об'ємі 35200000 м³. Дана ділянка цінна з погляду збереження водно-болотних угідь і підтримки біорізноманіття. 
Нижче села Маяки від Дністра відділяється 6-кілометровий рукав Глибокий Турунчук — штучний канал завширшки близько 100 м і завглибшки 9—10 м. Отже, річка Дністер впадає в Дністровський лиман двома рукавами — власне Дністер та Глибокий Турунчук.

## Туризм
Турунчук — улюблене місце відпочинку мешканців Одеської області та Молдови (Придністров'я). У теплу пору року на його берегах можна зустріти намети туристів. Також Турунчук є популярним місцем риболовлі, тут часто проводяться змагання рибалок.